# Áldomáspataka
Áldomáspataka település Romániában, Moldvában, Bákó megyében.

## Fekvése
Gyimesbükk szomszédjában, a hasonló nevű patak mellett fekvő település, a Papoj-csúcs (1277 m) található.

## Története
Áldomáspataka nevét 1898-ban említették először, mint Gyimesbükk részét.
1966-ban vált külön Gyimesbükktől. Ekkor 308 lakosa volt, melyből 55 román, 252 magyar és 1 egyéb volt.
A település mai lakossága 365 fő, mely 119 családban él ma, Áldomáson és Áldomásaljában. Jelenleg ismét Gyimesbükk településrésze.

## Lakossága
1966-ban 97 fő lakta, melyből 94 magyar, 3 román volt.

## Nevezetességek
- Fa haranglábja - Első haranglábja az Áldomás alja melletti hegyre épült 1866-ban, Urunk szineváltozására lett felszentelve. Helyén 1909-ben fából készült kápolnává alakították át.